# Murjek
Murjek (Lule-Samisch: Muorjek) is een dorp (småort) binnen de Zweedse gemeente Jokkmokk. Het dorp heeft het enige echte spoorwegstation van de gemeente en ligt aan de Ertsspoorlijn. Het originele station (code Mk) uit 1888 is in 1960 afgebrand en vervangen door een moderne versie. De belangrijkste weg is die naar Vuollerim. Het dorp ligt in een uitgestrekt moerasgebied.

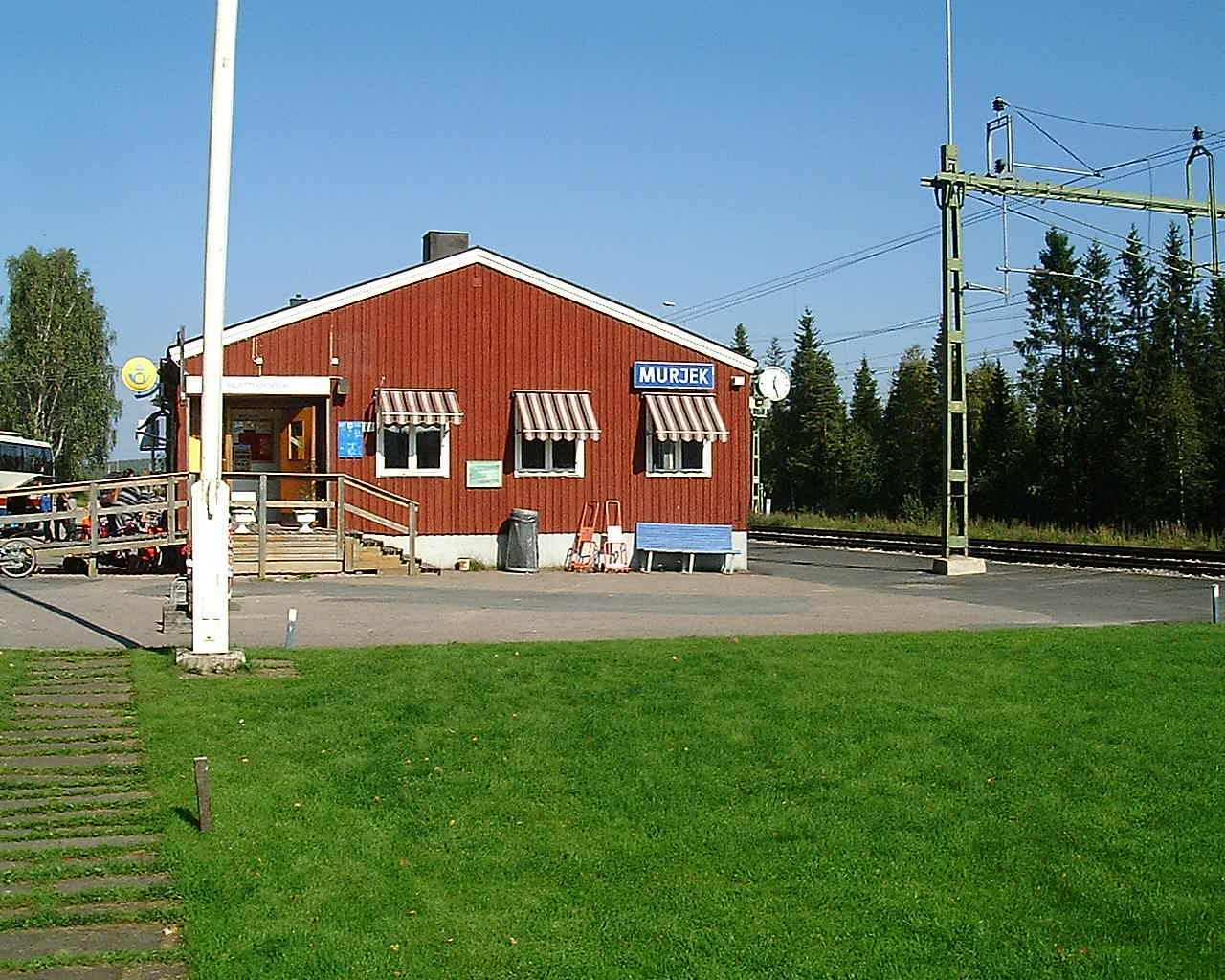
Station Murjek

Bestuurscentrum: Jokkmokk (tätort)
Tätort: Porjus · Vuollerim
Småort: Kåbdalis · Mattisudden · Murjek
Overig: Årrenjarka · Framnäs · Kåikul · Kalludden · Kittajaur · Kitteludden · Kuouka · Kuorpak · Kvikkjokk · Messaure · Nautijaur · Njavve · Padjerim · Porsi · Randijaur · Snesudden · Storbacken · Sudok · Tårrajaur · Tjåmotis · Vajkijaur